# Epinecrophylla hoffmannsi
El hormiguerito ornado oriental (Epinecrophylla hoffmannsi), es una especie (o la subespecie E. ornata hoffmannsi, dependiendo de la clasificación adoptada) de ave paseriforme de la familia Thamnophilidae perteneciente al género Epinecrophylla. Es endémica del oriente de la cuenca amazónica brasileña.

## Distribución y hábitat
Se distribuye en el sur de la Amazonia brasileña al este del río Madeira (en el este de Rondônia, oeste y norte de Mato Grosso, y Pará al oeste del río Tocantins).
Su hábitat natural es el sotobosque de selvas húmedas de terra firme, de baja altitud, y también los pantanos, hasta los 800 m.

## Sistemática

### Descripción original
La especie E. hoffmannsi fue descrita por primera vez por el ornitólogo austríaco Carl Eduard Hellmayr en 1906 bajo el nombre científico de subespecie Myrmotherula ornata hoffmannsi; la localidad tipo es: « Itataituba, cerca de Santarém, Brasil.»

### Etimología
El nombre genérico femenino «Epinecrophylla» proviene del griego «epi»: sobre, «nekros»: muerto, y «phullon»: hoja; significando «sobre hojas muertas», reflejando la fuerte predilección de las especies de este género por buscar insectos en hojas muertas colgantes; y el nombre de la especie «hoffmannsi», conmemora al colector alemán en Perú  y Brasil Wilhelm Hoffmanns (1865-1909).

### Taxonomía
Hasta ahora es tratada como conespecífica con Epinecrophylla ornata, pero las clasificaciones Aves del Mundo (HBW) y Birdlife International (BLI) consideran a la presente como especie separada, con base en varias diferencias morfológicas tanto del macho como de la hembra y en diferencias ligeras de  vocalización. Sin embargo, esto no es todavía reconocido por otras clasificaciones. Es monotípica.
Las principales diferencias apuntadas por HBW para la separación son: difiere de la hembra de las subespecies E. ornata ornata y E. ornata saturata por la ausencia de mancha en la garganta; por la mancha castaña en el dorso menor; por las cobertoras de las alas beige y no moteadas de blanco; y del macho por el pico ligeramente más largo; por las alas y cola ligeramente más cortas; y por el canto ligeramente divergente, envolviendo una nota introductoria abruptamente aguda y una mayor caída de la frecuencia en el trinado. Difiere de ambos sexos de las subespecies E. ornata meridionalis y E. ornata atrogularis por la mancha castaña en el dorso; en la hembra por la ausencia de mancha en la garganta y por las cobertoras de las alas beige y no moteadas de blanco, y del macho por el pico ligeramente más largo y por la cola ligeramente más corta; y por las mismas diferencias en el canto arriba descritas.